# Karin Viard
Karin Viard (Rouen, 1966. január 24. –) háromszoros César-díjas francia színésznő. A 2000-es években alapozta meg sikerét, a kritikusok elismerését sokszínűségével érdemelte ki, mert képes vígjáték és dráma témában is helytállni. A César-díj történetében azon kevés művészek közé tartozik, akit több mint hétszer jelöltek a díjra különböző kategóriákban, mint Gérard Depardieu-t (17 jelölés) vagy Isabelle Huppert-t (16 jelölés). Viard-t tizenháromszor jelölték César-díjra karrierje során (2025).

## Élete és pályafutása
Karin Viard 1966-ban született Rouenban egy olajfúró igazgatójának lányaként, és gyermekkora nagy részét nagyszüleivel töltötte. Később a roueni konzervatóriumba járt, ahol színészetet tanult, majd Párizsba költözött, hogy Vera Gregh és Blanche Salant tanítványa legyen. Viard rövidfilmekben és televíziós produkciókban tűnt fel először, majd 1989-ben játszott a Tatie Danielle című vígjátékban, ahol a főszerepet Tsilla Chelton alakította. Viard 1990-ben Jean-Pierre Jeunet és Mark Caro Delicatessen című szatírafilmjében szerepelt. A színésznő sokoldalúsága hamar lenyűgözte a kritikusokat, mivel változatos szerepeket vállalt a La nage indienne és az Emmène-moi című filmekben, előbbiért megkapta első jelölését César-díjra. Az 1990-es évek közepétől Viard-nál olyan filmek főszerepei landoltak, mint a Les randonneurs és az Adultère, (mode d'emploi). 1999-ben a La nouvelle Ève és a Haut les cœurs! című filmekben nyújtott alakításai elnyerték a kritikusok elismerését, az utóbbiért pedig 2000-ben a legjobb színésznőnek járó César-díjat kapta meg, amelyben egy mellrákos anyát alakít.
Viard a 2000-es évekre a francia filmművészet egyik meghatározó színésznőjévé vált olyan alkotásokkal, mint a Reines d'un jour (2001) és az Embrassez qui vous voudrez a főszerepben Charlotte Ramplinggel (2002). Utóbbiért elnyerte Viard a legjobb női mellékszereplőnek járó César-díjat. A színésznőt további díjakra jelölték a Szerepek (2004), a Párizs (2008) és a Született feleség (2010) című filmekért. 2011-ben a francia színésznő és rendező Maïwenn bűnügyi filmjében, a Polisse-ban szerepelt, amellyel már nyolcadik alkalommal jelölték Césarra. 2014-ben egy családi vígjátékdrámában, A Bélier családban alakította az anyát, amiben lányát az énekesnő Louane játszotta. 2015-ben Julie Delpy filmjében, az Így jártam a mostohámmal című vígjátékban tűnt fel. 2016-ban a Jean Reno és Christian Clavier páros fantasztikus középkori témájú filmsorozatának harmadik részében, a Jöttünk, láttunk, visszamennénk 3. – A forradalomban jelent meg, amelyet Jean-Marie Poiré rendezett. 2017-ben egy szerető anyából féltékeny szörnyeteggé változott nő szerepébe bújt a Féltékenység című filmben. 2019-ben Viard kiérdemelte harmadik César-díját a Les chatouilles című filmdrámáért.

## Filmográfia

### Film
| Év   | Magyar cím                                        | Eredeti cím                       | Szerep                                   | Magyar hang      |
| ---- | ------------------------------------------------- | --------------------------------- | ---------------------------------------- | ---------------- |
| 1990 |                                                   | Danielle tanti                    | Agathe                                   |                  |
| 1991 | Delicatessen                                      | Delicatessen                      | Plusse kisasszony                        | Prókai Annamária |
| 1991 | Delicatessen                                      | Delicatessen                      | Plusse kisasszony                        | Orosz Anna       |
| 1991 |                                                   | La valse des pigeons              | a lány, aki esernyőt akar venni          |                  |
| 1992 | Mesterfogás                                       | Max et Jeremie                    | a lány                                   |                  |
| 1992 |                                                   | Riens du tout                     | Isabelle                                 |                  |
| 1993 |                                                   | Ce que femme veut...              | Cécile                                   |                  |
| 1993 |                                                   | La nage indienne                  | Clara                                    |                  |
| 1994 |                                                   | Emmène-moi                        | Sophie                                   |                  |
| 1994 | A szakítás                                        | La séparation                     | Claire                                   | Zakariás Éva     |
| 1994 |                                                   | Le fils préféré                   | Martine                                  |                  |
| 1995 | A gyűlölet                                        | La haine                          | a második lány a galériában              |                  |
| 1995 |                                                   | Fast                              | lány sárga hajjal                        |                  |
| 1995 |                                                   | Adultère (mode d'emploi)          | Fabienne                                 |                  |
| 1996 |                                                   | Fourbi                            | Rosemonde                                |                  |
| 1996 |                                                   | Le journal du séducteur           | Charlotte                                |                  |
| 1996 | Tébolyult szenvedély                              | Les victimes                      | Claire Jaillac                           | Solecki Janka    |
| 1997 |                                                   | Les randonneurs                   | Coralie                                  |                  |
| 1997 |                                                   | Je ne vois pas ce qu'on me trouve | Monica                                   |                  |
| 1999 |                                                   | La nouvelle Ève                   | Camille                                  |                  |
| 1999 |                                                   | Mes amis                          | Lola                                     |                  |
| 1999 | Az évszázad gyermekei                             | Les enfants du siècle             | Marie Dorval                             | Erdős Borcsa     |
| 1999 |                                                   | Haut les coeurs!                  | Emma                                     |                  |
| 2000 |                                                   | La parenthèse enchantée           | Eve                                      |                  |
| 2001 |                                                   | Un jeu d'enfants                  | Marianne Fauvel                          |                  |
| 2001 |                                                   | L'emploi du temps                 | Muriel                                   |                  |
| 2001 |                                                   | Reines d'un jour                  | Hortense Lassalle                        |                  |
| 2002 |                                                   | Embrassez qui vous voudrez        | Véronique                                |                  |
| 2003 |                                                   | France Boutique                   | France Mestral                           |                  |
| 2004 |                                                   | Je suis un assassin               | Suzy Castelano                           |                  |
| 2004 | Szerepek                                          | Le rôle de sa vie                 | Claire Rocher                            |                  |
| 2004 | Elválni és megszeretni                            | L'ex-femme de ma vie              | Nina                                     | Györgyi Anna     |
| 2005 |                                                   | Le couperet                       | Marlène Davert                           |                  |
| 2005 |                                                   | Les enfants                       | Jeanne Lancry                            |                  |
| 2005 | Pokol                                             | L’enfer                           | Céline                                   | Létay Dóra       |
| 2006 | Nagyratörők                                       | Les ambitieux                     | Judith Zahn                              | Ruttkay Laura    |
| 2007 |                                                   | La tête de maman                  | Juliette "Juju" Gotchac                  |                  |
| 2007 |                                                   | La vérité ou presque              | Anne                                     |                  |
| 2008 | Párizs                                            | Paris                             | a péknő                                  | Makay Andrea     |
| 2008 | Stopposok Saint Tropez-ben                        | Les randonneurs à Saint-Tropez    | Coralie "Cora"                           | Kiss Erika       |
| 2008 |                                                   | Baby Blues                        | Alexandra                                |                  |
| 2009 |                                                   | Le bal des actrices               | önmaga                                   |                  |
| 2009 |                                                   | Le code a changé                  | Marie-Laurence "ML" Claverne             |                  |
| 2009 |                                                   | Les derniers jours du monde       | Chloé                                    |                  |
| 2010 |                                                   | Les invités de mon père           | Babette Paumelle                         |                  |
| 2010 | Született feleség                                 | Potiche                           | Nadège Dumoulin                          | Orosz Anna       |
| 2010 | Finánc a pácban                                   | Rien à déclarer                   | Irène Janus                              |                  |
| 2011 |                                                   | Ma part du gâteau                 | France                                   |                  |
| 2011 | Polisse                                           | Polisse                           | Nadine                                   |                  |
| 2011 |                                                   | Le Skylab                         | felnőtt Albertine                        |                  |
| 2012 | Meséljen magáról!                                 | Parlez-moi de vous                | Claire Martin / Mélina                   |                  |
| 2013 |                                                   | Des gens qui s'embrassent         | a cannes-i Melko parti egyik résztvevője |                  |
| 2013 |                                                   | Lulu femme nue                    | Lucie "Lulu"                             |                  |
| 2013 | A szerelem tökéletes bűntény                      | L'amour est un crime parfait      | Marianne                                 | Kökényessy Ági   |
| 2014 |                                                   | Week-ends                         | Christine                                |                  |
| 2014 |                                                   | On a failli être amies            | Marithé Bressy                           |                  |
| 2014 | A Bélier család                                   | La famille Bélier                 | Gigi Bélier                              | Kis-Kovács Luca  |
| 2015 |                                                   | Belles familles                   | Florence Deffe                           |                  |
| 2015 |                                                   | Vingt et une nuits avec Pattie    | Pattie                                   |                  |
| 2015 | Így jártam a mostohámmal                          | Lolo                              | Ariane                                   | Pokorny Lia      |
| 2015 |                                                   | Le grand partage                  | Christine Dubreuil                       |                  |
| 2016 | Jöttünk, láttunk, visszamennénk 3. – A forradalom | Les visiteurs: La révolution      | Adélaïde de Montmirail                   | Spilák Klára     |
| 2016 |                                                   | Le petit locataire                | Nicole Payan                             |                  |
| 2017 | Féltékenység                                      | Jalouse                           | Nathalie Pécheux                         | Spilák Klára     |
| 2018 |                                                   | Les chatouilles                   | Mado Le Nadant                           |                  |
| 2018 |                                                   | Bécassine!                        | Hermine, Grand-Air márkinője             |                  |
| 2018 |                                                   | Voyez comme on danse              | Véro                                     |                  |
| 2019 |                                                   | Chanson douce                     | Louise                                   |                  |
| 2020 |                                                   | Les apparences                    | Eve Monlibert                            |                  |
| 2020 |                                                   | L'origine du monde                | Valérie Bordier                          |                  |
| 2021 |                                                   | Les fantasmes                     | Lili Michel                              |                  |
| 2021 |                                                   | Tokyo Shaking                     | Alexandra Pacquart                       |                  |
| 2021 |                                                   | Une mère                          | Aline Morel                              |                  |
| 2022 |                                                   | Trois fois rien                   | raclette sütőt kereső nő                 |                  |
| 2022 |                                                   | Maria rêve                        | Maria Rodrigues                          |                  |
| 2023 |                                                   | Sage-homme                        | Nathalie Martini                         |                  |
| 2023 |                                                   | Magnificat                        | Charlotte Rivière                        |                  |
| 2023 |                                                   | Une nuit                          | Nathalie                                 |                  |
| 2023 |                                                   | Wow!                              | Catherine Bourbialle                     |                  |
| 2023 |                                                   | Nouveau départ                    | Diane Huysmans                           |                  |
| 2023 |                                                   | Madame de Sévigné                 | Marie de Sévigné                         |                  |
| 2024 |                                                   | Le dernier souffle                | Eléonore, az onkológus                   |                  |

### Televízió
| Év      | Magyar cím               | Eredeti cím                             | Szerep               | Megjegyzések |
| ------- | ------------------------ | --------------------------------------- | -------------------- | ------------ |
| 1989    | Maigret felügyelő nyomoz | Les enquêtes du commissaire Maigret     | Céline Bertaud       | 1 epizód     |
| 1991    |                          | L'amant de ma soeur                     | Elise                | tévéfilm     |
| 1991    |                          | Les gens ne sont pas forcément ignobles | Philippe             | tévéfilm     |
| 1991    |                          | Strangers dans la nuit                  | Noelle Faucher       | tévéfilm     |
| 1992    | Maigret                  | Maigret                                 | Thérèse              | 1 epizód     |
| 1992    |                          | Urgence d'aimer                         | Anne-Victoire        | tévéfilm     |
| 1993    |                          | Rhésus Roméo                            | Anne-Victoire        | tévéfilm     |
| 2011    |                          | L'amour, la mort, les fringues          | ?                    | tévéfilm     |
| 2012    |                          | Yann Piat, chronique d'un assassinat    | Yann Piat            | tévéfilm     |
| 2013    |                          | Le débarquement                         | ?                    | 1 epizód     |
| 2019-20 |                          | Calls                                   | Roxane               | 3 epizód     |
| 2021    |                          | La vengeance au triple galop            | Miranda Bloomberg    | tévéfilm     |
| 2024    |                          | Dans l'ombre                            | Marie-France Trémeau | 6 epizód     |
| 2024    |                          | Le monde magique de Jérome Commandeur   | ?                    | 1 epizód     |

## Fontosabb díjak és jelölések
| Cím                            | Esemény            | Díj          | Kategória                                     | Eredmény |
| ------------------------------ | ------------------ | ------------ | --------------------------------------------- | -------- |
| La nage indienne               | 1994-es César-gála | César-díj    | Legígéretesebb fiatal színésznő               | Jelölve  |
| Les randonneurs                | 1998-as César-gála | César-díj    | Legjobb mellékszereplő színésznő              | Jelölve  |
| Haut les coeurs!               | 2000-es César-gála | César-díj    | Legjobb színésznő                             | Elnyerte |
| Haut les coeurs!               |                    | Lumières-díj | Legjobb színésznő                             | Elnyerte |
| Embrassez qui vous voudrez     | 2003-as César-gála | César-díj    | Legjobb mellékszereplő színésznő              | Elnyerte |
| Szerepek                       | 2005-ös César-gála | César-díj    | Legjobb színésznő                             | Jelölve  |
| Párizs                         | 2009-es César-gála | César-díj    | Legjobb mellékszereplő színésznő              | Jelölve  |
| Született feleség              | 2011-es César-gála | César-díj    | Legjobb mellékszereplő színésznő              | Jelölve  |
| Polisse                        | 2012-es César-gála | César-díj    | Legjobb színésznő                             | Jelölve  |
| Polisse                        |                    | Lumières-díj | Legjobb színésznő – megosztva Marina Foïs-val | Jelölve  |
| A Bélier család                | 2015-ös César-gála | César-díj    | Legjobb színésznő                             | Jelölve  |
| A Bélier család                |                    | Lumières-díj | Legjobb színésznő                             | Elnyerte |
| Vingt et une nuits avec Pattie | 2016-os César-gála | César-díj    | Legjobb mellékszereplő színésznő              | Jelölve  |
| Féltékenység                   | 2018-as César-gála | César-díj    | Legjobb színésznő                             | Jelölve  |
| Féltékenység                   |                    | Lumières-díj | Legjobb színésznő                             | Jelölve  |
| Les chatouilles                | 2019-es César-gála | César-díj    | Legjobb mellékszereplő színésznő              | Elnyerte |
| Chanson douce                  | 2020-as César-gála | César-díj    | Legjobb színésznő                             | Jelölve  |
| Chanson douce                  |                    | Lumières-díj | Legjobb színésznő                             | Jelölve  |